# Maytenus agostinii
Maytenus agostinii är en benvedsväxtart som beskrevs av J. Steyermark. Maytenus agostinii ingår i släktet Maytenus och familjen Celastraceae. Inga underarter finns listade.